# Rambutaneia udjana
Rambutaneia udjana är en fjärilsart som beskrevs av Ruesler och Kuppers 1979. Rambutaneia udjana ingår i släktet Rambutaneia och familjen mott. Inga underarter finns listade i Catalogue of Life.